# Redecz Krukowy
Redecz Krukowy – wieś w Polsce położona w województwie kujawsko-pomorskim, w powiecie włocławskim, w gminie Brześć Kujawski.
Integralnymi częściami wsi są: Kolonia Redecka, Parcele, Stara Wieś.
W latach 1975–1998 miejscowość administracyjnie należała do województwa włocławskiego. Według Narodowego Spisu Powszechnego (III 2011 r.) liczyła 165 mieszkańców. Jest piętnastą co do wielkości miejscowością gminy Brześć Kujawski.
We wsi znajduje się Muzeum Techniki Rolniczej i Gospodarstwa Wiejskiego w Redczu Krukowym oraz Kujawskie Muzeum Kolei.